# Kölmålla
Kölmålla (Dysphania carinata) är en amarantväxtart som först beskrevs av Robert Brown och som fick sitt nu gällande namn av Sergej Mosyakin och Steven Earl Clemants. 
Kölmålla ingår i släktet doftmållor och familjen amarantväxter. Inga underarter finns listade i Catalogue of Life.

## Bildgalleri

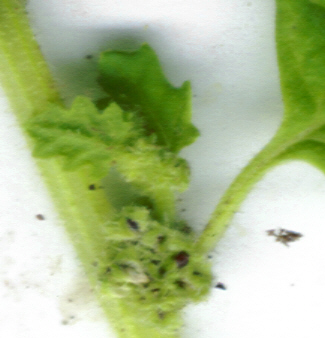
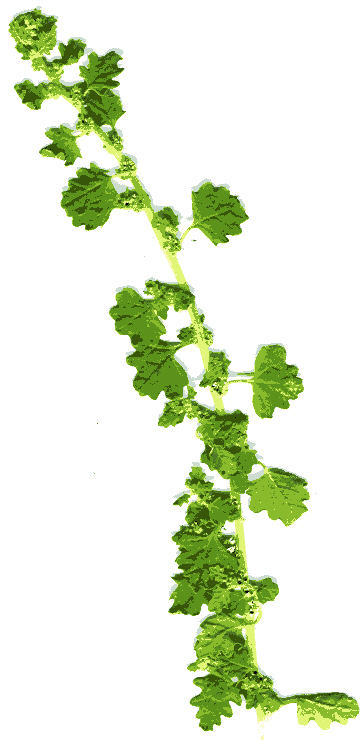
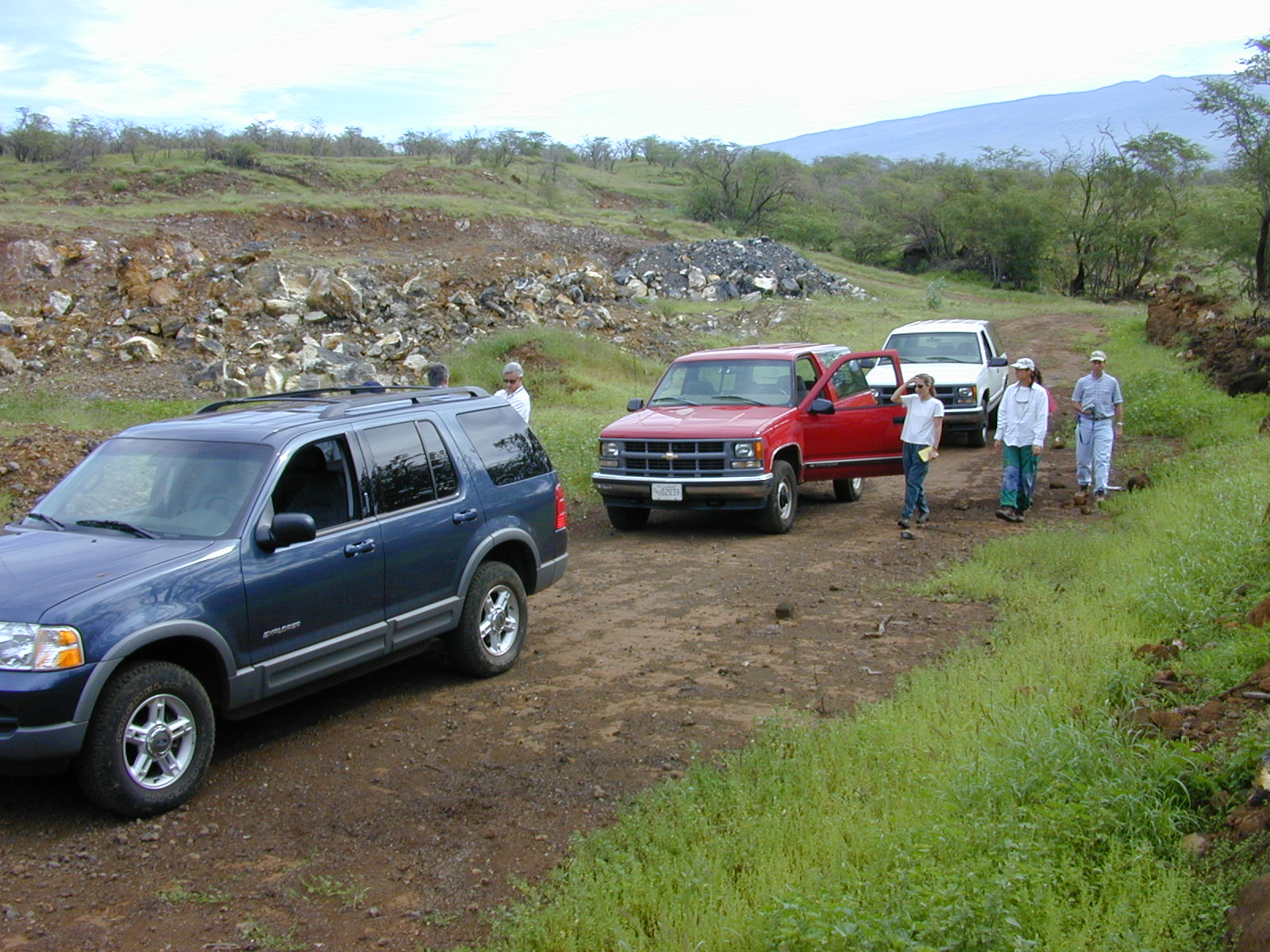
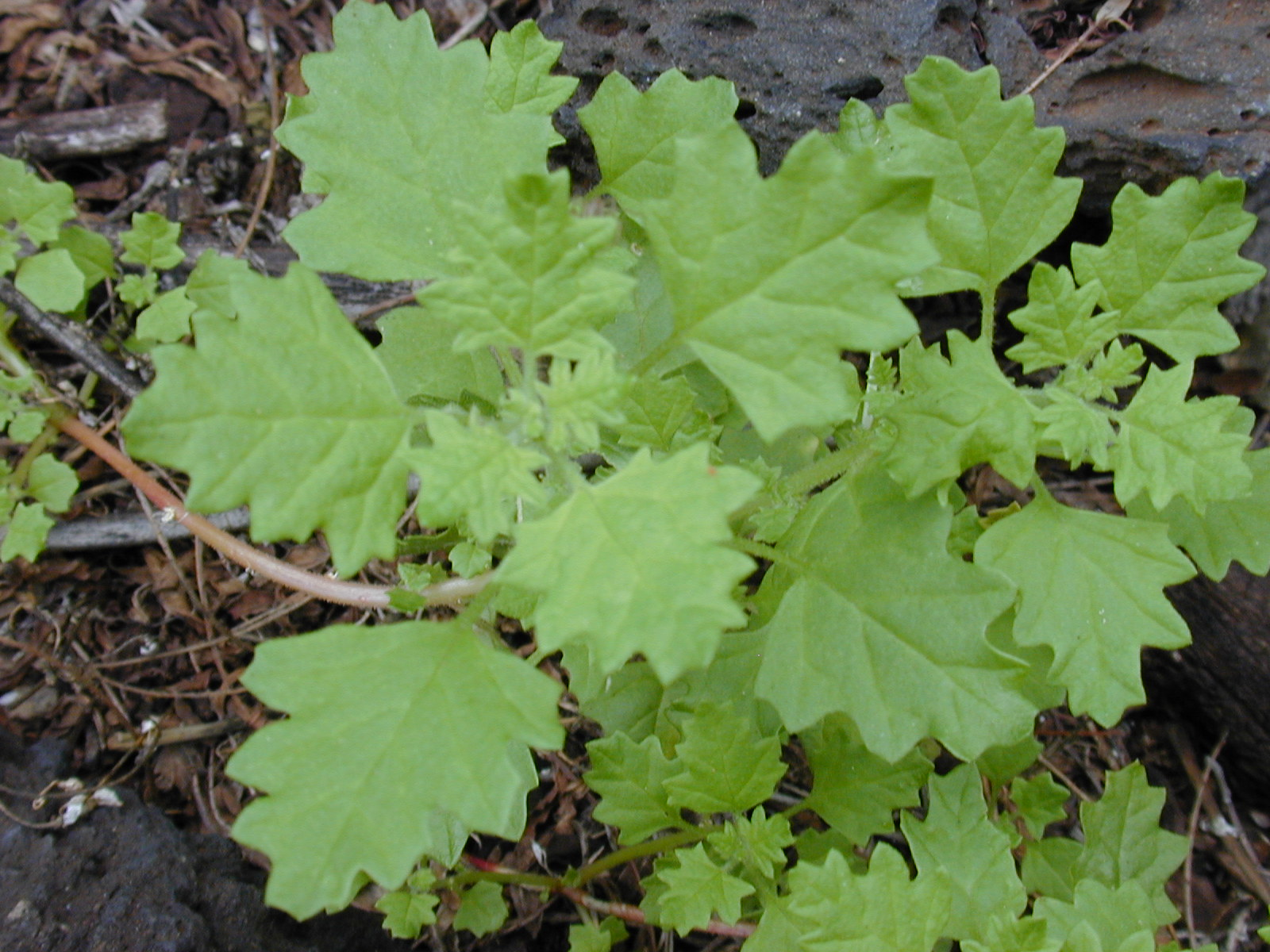
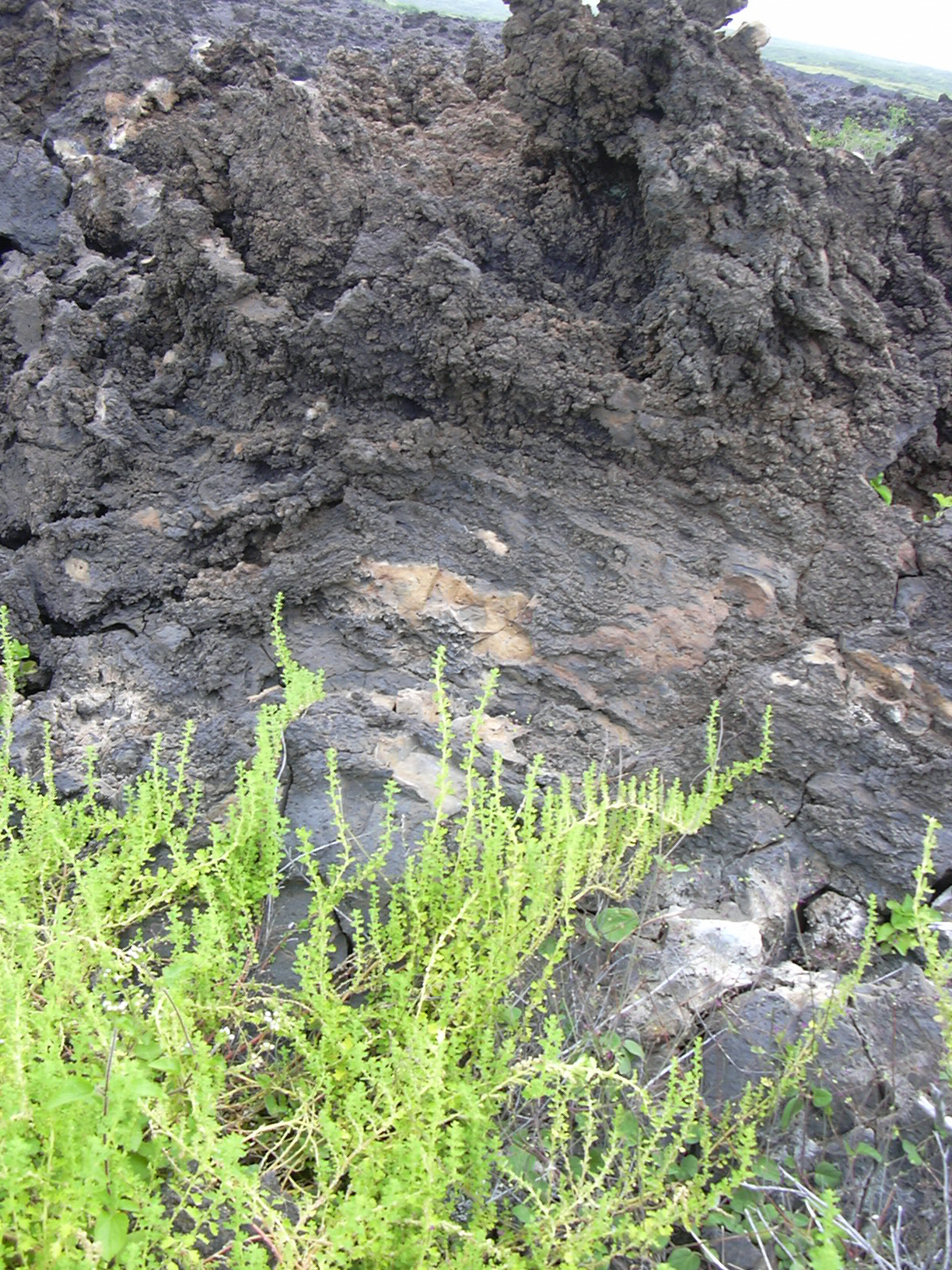
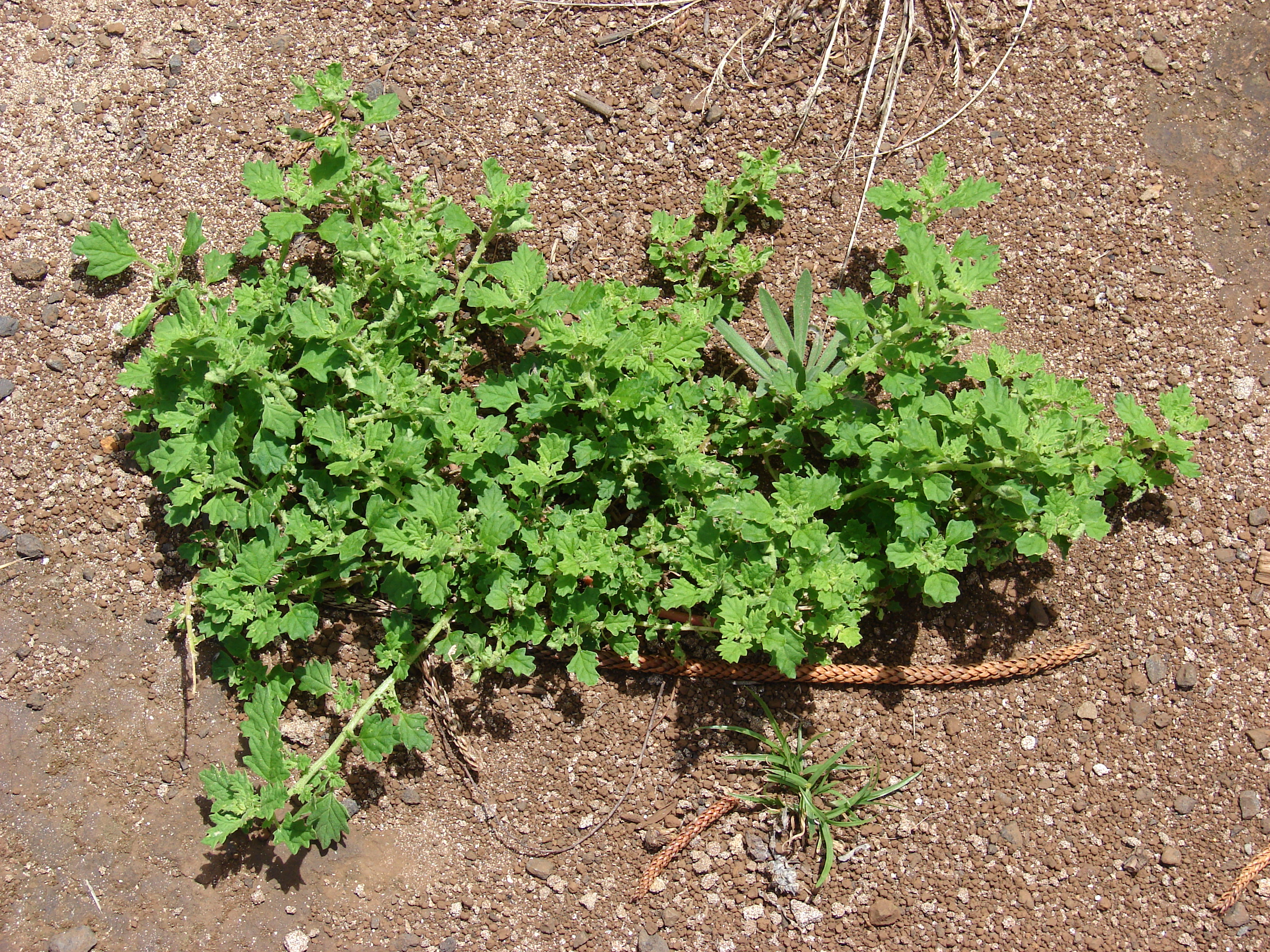